# Menna Fitzpatrick
Menna Fitzpatrick es una esquiadora alpina británica. Tiene problemas de visión, con solo un 5% de visión, su guía es Jennifer Kehoe. Compitieron en los Juegos Paralímpicos de invierno de 2018 en Pieonchang en marzo de 2018 donde se llevaron cuatro medallas, incluida una de oro en eslalon, lo que convirtió al Fitzpatrick Team GB en el Paralímpico de Invierno más condecorado.

## Biografía
Fitzpatrick nació el 5 de mayo de 1998 en Macclesfield, Cheshire, y estudió Producción de medios en Macclesfield College. Tiene pliegues retinianos congénitos, lo que significa que no ha tenido visión en su ojo izquierdo y una visión limitada en su ojo derecho desde su nacimiento. A pesar de esto, aprendió a esquiar durante las vacaciones familiares a los cinco años con su padre como guía. Fue descubierta por un entrenador mientras esquiaba en la pista cubierta Chill Factore en Mánchester en 2010, y posteriormente comenzó a entrenar con el equipo británico de deportes de invierno adaptados. Debutó internacionalmente con Gran Bretaña en 2012.

## Carrera
En 2016, Fitzpatrick y Kehoe fueron las primeras británicas en ganar el título general de la Copa del Mundo de Discapacitados Visuales en la Copa Mundial del Comité Paralímpico Internacional realizado en Aspen. Fue su primera temporada compitiendo a nivel de la Copa del Mundo: ella y Kehoe también ganaron el título de eslalon gigante esa temporada, además de ubicarse en segundo lugar en la clasificación super-G y terceras en la clasificación de descenso y eslalon. En 2016 fue galardonada con el premio anual Evie Pinching del Ski Club of Great Britain, "que celebra a la próxima generación de jóvenes atletas prometedores de deportes de nieve".
En octubre de 2016, se rompió la mano durante el entrenamiento de super-G antes de la temporada 2016-17, lo que la mantuvo alejada de la nieve durante dos meses y requirió de una cirugía. A pesar de esto, ella y Kehoe pudieron quedarse con una medalla de bronce en el evento de eslalon gigante en el Campeonato Mundial de Esquí Para Alpino 2017 en Tarvisio. La temporada siguiente, ganaron el título de la Copa del Mundo en la categoría super-G.
En los Juegos Paralímpicos de Invierno de 2018, se llevaron la medalla de bronce en el super-G y dos de plata en eslalon combinado y gigante antes de llevarse el oro en el evento de eslalon en el último día de los Juegos.
En el Campeonato Mundial de Esquí Para Alpino de 2019, se llevaron cinco medallas, asegurando el bronce en eslalon gigante y plata en eslalon antes de ganar el oro en el descenso por delante de sus compatriotas Kelly Gallagher y Gary Smith, convirtiéndose en las primeras esquiadoras británicas en ganar títulos paralímpicos y mundiales. Luego se llevaron un segundo oro en el super-G antes de redondear sus campeonatos con una segunda medalla de plata en el evento combinado.